# بسته قدرت چند-سردار

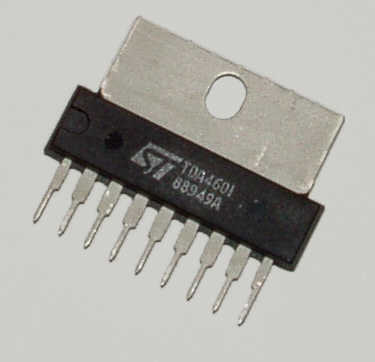
نمونه‌ای از بسته قدرت چند-سردار ۹-سَر

بسته قدرت چند-سَردار نوعی بسته‌بندی قطعات الکترونیکی است که معمولاً برای مدارهای مجتمع با توان-بالا، به ویژه برای تقویت‌کننده‌های صوتی یکپارچه استفاده می‌شود. از بسته ردیفی یک‌طرفه مشتق شده بود. تفاوت در چیدمان سَر است. بسته‌های قدرت چند-سَردار معمولاً سرب را به الگوی زیگزاگ خم می‌کنند. بسته‌های قدرت چند سر معمولاً دارای بیش از سه سَر هستند. واحدهای نه، سیزده و پانزده سر متداول هستند، واحدهایی با پنج یا هفت سر با سبک TO-220 نیز تولید می‌شوند. یک ویژگی قابل توجه زبانه فلزی با سوراخ است که در نصب بدنه روی گرماگیر استفاده می‌شود. نمای فیزیکی بسته‌های قدرت چند-سردار به‌طور ساده بسته‌های TO-220 کشیده هستند. قطعات ساخته شده در بسته‌های قدرت چند-سردار می‌توانند قدرت بیشتری را نسبت به بسته‌های ساخت‌یافته در بدنه‌های TO-220، یا حتی بدنه TO3 با مقاومت حرارتی کمتر از 1.5C/W تحمل کند.
یکی از مارک‌های معروف اس‌تی‌مایکروالکترونیکس از این نوع بسته‌ها مولتی‌وات است.